# Sunil Chhetri
Sunil Chhetri (tiếng Hindi: सुनील छेत्री, sinh ngày 3 tháng 8 năm 1984) là một cầu thủ bóng đá chuyên nghiệp người Ấn Độ hiện đang thi đấu ở vị trí tiền đạo cho câu lạc bộ Indian Super League Bengaluru. Nổi tiếng nhờ khả năng lãnh đạo trên sân, khả năng săn bàn tốt và lối chơi giàu kỹ thuật, anh được đánh giá là một trong những cầu thủ Ấn Độ vĩ đại nhất mọi thời đại trong lịch sử bóng đá. Anh đứng thứ tư trong danh sách những cầu thủ ghi nhiều bàn thắng quốc tế nhất trong lịch sử bóng đá thế giới, và đồng thời cũng là cầu thủ ghi bàn và ra sân nhiều nhất cho đội tuyển bóng đá quốc gia Ấn Độ với 94 bàn thắng sau 151 lần ra sân.
Anh từng giúp Ấn Độ giành chức vô địch Nehru Cup vào các năm 2007, 2009 và 2012. Anh cũng giúp đội tuyển này vô địch AFC Challenge Cup 2008 ngay trên sân nhà, góp phần giúp đội nhà giành vé tham dự Cúp bóng đá châu Á 2011 tại Qatar, đồng thời anh cũng ghi 2 bàn thắng tại giải đấu đó. Chhetri cũng từng 7 lần nhận danh hiệu cầu thủ xuất sắc nhất của Liên đoàn bóng đá Ấn Độ vào các năm 2007, 2011, 2013, 2014, 2017, 2018–2019 và 2021–2022.
Anh cũng từng nhận được Giải thưởng Arjuna vào năm 2011 vì những thành tích xuất sắc trong lĩnh vực thể thao, Giải thưởng Padma Shri vào năm 2019. Vào năm 2021, anh nhận được Giải thưởng Khel Ratna, danh hiệu cao nhất trong lĩnh vực thể thao của Ấn Độ và cũng là cầu thủ bóng đá đầu tiên nhận được danh hiệu này.

## Sự nghiệp câu lạc bộ
Anh bắt đầu sự nghiệp thi đấu chuyên nghiệp tại Mohun Bagan vào năm 2002, sau đó chuyển đến JCT, nơi anh đã ghi đến 21 bàn sau 48 lần ra sân. Vào năm 2010, anh ký hợp đồng thi đấu cho câu lạc bộ đang thi đấu tại MLS Kansas City Wizards, chính thức trở thành cầu thủ thứ ba từ tiểu lục địa Ấn Độ ra nước ngoài. Anh trở lại Ấn Độ thi đấu cho Chirag United và Mohun Bagan trước khi trở lại nước ngoài, khi thi đấu cho Sporting CP tại Giải bóng đá Ngoại hạng Bồ Đào Nha. Năm 2013, anh thi đấu cho Bengaluru FC và giúp cho câu lạc bộ này vô địch Cúp Liên đoàn Ấn Độ 2014–2015. Năm 2015, anh chuyển đến câu lạc bộ Mumbai City với mức giá 1,2 triệu Rupee, trở thành cầu thủ đắt giá nhất lịch sử bóng đá Ấn Độ, tại đây anh đã ghi được 7 bàn thắng sau 17 trận. Năm 2015, anh trở lại Bengaluru FC theo dạng cho mượn trong mùa giải I-League 2015–2016, giải đấu mà anh ghi 5 bàn thắng, qua đó giúp đội bóng này giành chức vô địch giải đấu lần thứ hai chỉ trong vòng ba năm. Anh cũng lập cú đúp trong trận đấu ở vòng 16 đội với Câu lạc bộ thể thao Kiệt Chí (Hồng Kông, Trung Quốc) ở AFC Cup 2016, giúp đội bóng này giành chiến thắng khó tin 3–2 ngay trên đất Hồng Kông (Trung Quốc). Đây là lần đầu tiên Bengaluru FC lọt vào đến tứ kết của giải đấu. Tính đến thời điểm hiện tại, anh đã có 58 bàn thắng sau 134 lần ra sân cho Bengaluru FC.

## Sự nghiệp quốc tế

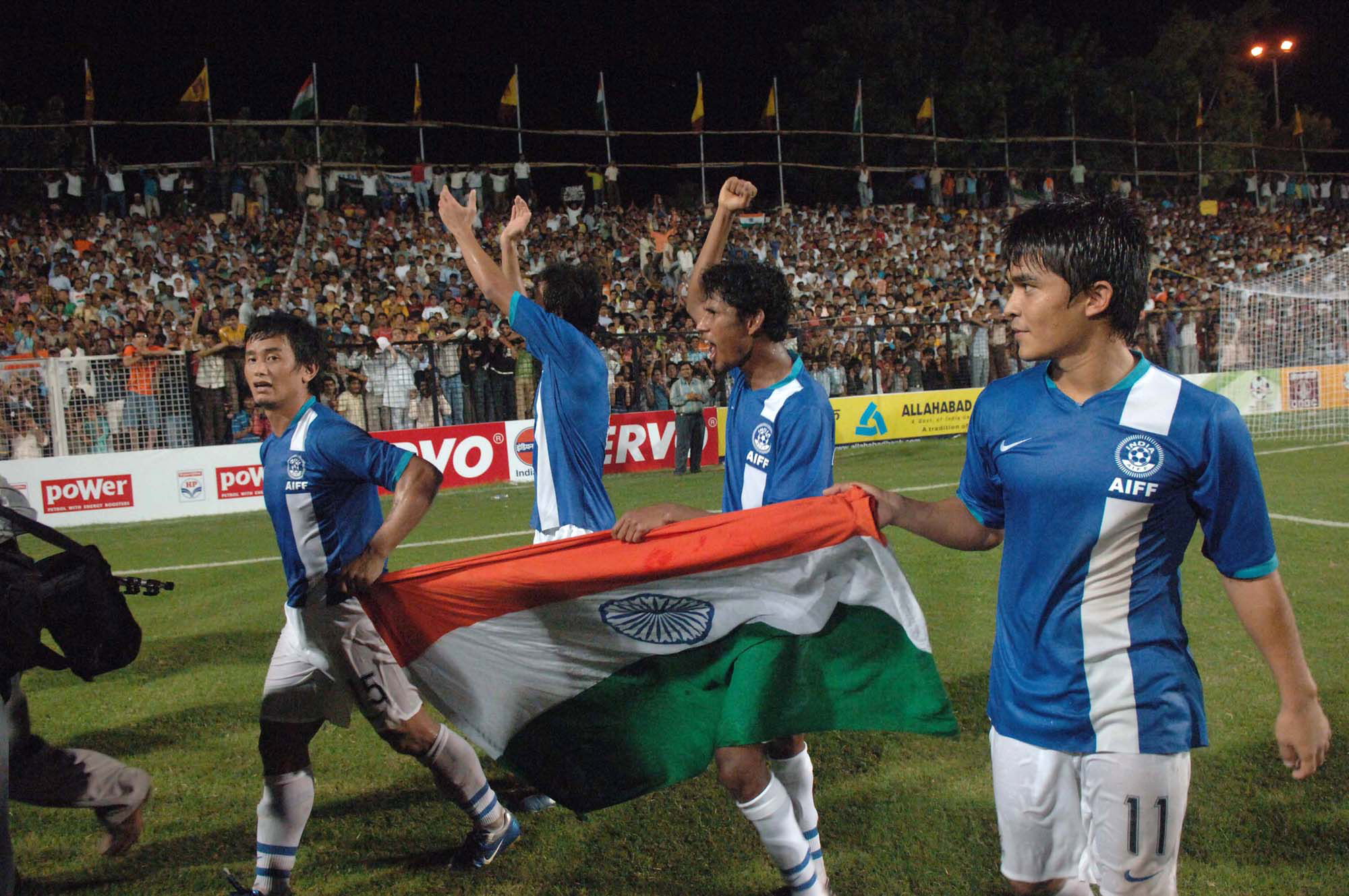
Sunil Chhetri (bên phải) ăn mừng chức vô địch Nehru Cup 2007 sau khi đè bẹp Syria 1–0 ở trận chung kết.

Vào ngày 30 tháng 3 năm 2004, Sunil Chhetri đã thi đấu trận đầu tiên cho U-20 Ấn Độ trong chiến thắng 1–0 trước U-23 Pakistan tại Đại hội Thể thao Nam Á 2004 diễn ra tại Pakistan. 5 ngày sau đó, anh đã có cho mình một cú đúp trong chiến thắng 4–1 trước U-23 Bhutan. Vào ngày 12 tháng 6 năm 2005, anh ghi bàn thắng đầu tiên trong trận ra mắt cho Ấn Độ trước Pakistan.
Vào ngày 15 tháng 10 năm 2019, anh đã trở thành cầu thủ Ấn Độ đầu tiên trong lịch sử lọp vào top 10 danh sách các cầu thủ ghi bàn vĩ đại nhất trong lịch sử bóng đá thế giới.

### 2007–2011
Giải đấu quốc tế đầu tiên trong sự nghiệp thi đấu quốc tế của Sunil Chhetri chính là Nehru Cup 2007. Trong trận khai màn, Ấn Độ hủy diệt Campuchia 6–0, trong đó Chhetri đã lập một cú đúp. Anh cũng ghi một bàn thắng trong trận thua 2–3 trước Syria và một bàn thắng khác trong chiến thắng 3–0 trước Kyrgyzstan, qua đó nâng tổng số bàn thắng của anh lúc đó lên con số 4. Anh đã góp dấu giày kiến tạo cho bàn thắng quyết định của Pappachen Pradeep khi Ấn Độ trả nợ thành công trước Syria với tỷ số 1–0 trong trận chung kết để có lần đầu tiên vô địch giải đấu kể từ khi giải đấu lần đầu tiên được tổ chức vào năm 1997. Vào cuối năm 2007, Ấn Độ tham dự chiến dịch vòng loại Giải vô địch bóng đá thế giới 2010. Họ đã bị loại ở vòng đầu tiên trước Liban mặc dù Chhetri đã ghi một bàn thắng ở trận lượt đi (thảm bại 4–1 trên đất Liban) và một bàn thắng ở trận lượt về diễn ra trên sân nhà (hòa 2–2), qua đó nhận thất bại chung cuộc với tổng tỷ số 6–3.

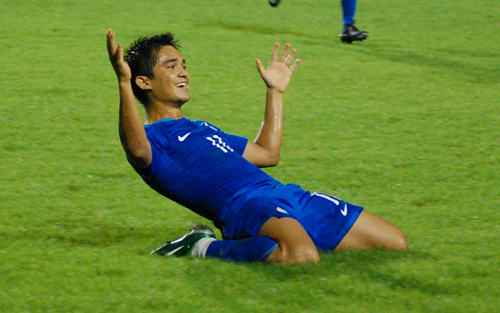
Sunil Chhetri ăn mừng sau khi ghi bàn tại AFC Challenge Cup 2008.

Trong trận khai mạc của Giải vô địch bóng đá Nam Á 2008, Sunil Chhetri đã ghi một bàn thắng trong chiến thắng 4–0 trước Nepal. Anh cũng đã ghi một bàn thắng trong chiến thắng 2-1 trước Bhutan ở trận bán kết, trước khi Gouramangi Singh ghi bàn thắng quyết định để đưa Ấn Độ vào đến trận chung kết.  Tuy nhiên, họ đã để thua Maldives 0–1, qua đó đánh rơi chức vô địch của giải đấu, trong trận đấu mà Chhetri đã thi đấu suốt 90 phút. Vào cuối năm đó, tại AFC Challenge Cup 2008, Chhetri thi đấu tất cả các trận đấu của giải và ghi được 4 bàn thắng. Trong chiến thắng 1–0 trước Afghanistan, anh đã kiến tạo cho Climax Lawrence ghi bàn thắng duy nhất của trận đấu. Anh cũng thi đấu trọn vẹn 90 phút trong cả 2 trận đấu với Tajikistan (hòa 1–1) và Turkmenistan (thắng 2–1). Trong trận bán kết với Myanmar, anh cũng là chủ nhân của bàn thắng duy nhất trong trận thắng 1–0 để đưa Ấn Độ vào chung kết. Trong trận chung kết với đội tuyển Tajikistan, Sunil Chhetri đã lập một cú hat-trick giúp Ấn Độ giành chức vô địch, giúp Ấn Độ giành vé tham dự Cúp bóng đá châu Á 2011, lần đầu tiên họ vượt qua vòng loại giải đấu sau 24 năm. Bàn thắng đầu tiên của anh ban đầu không được công nhận do lỗi việt vị bởi quyết định của trọng tài người Uzbekistan Valentin Kovalenko, tuy nhiên đã thay đổi quyết định của mình sau khi hỏi ý kiến các trợ lý trọng tài.

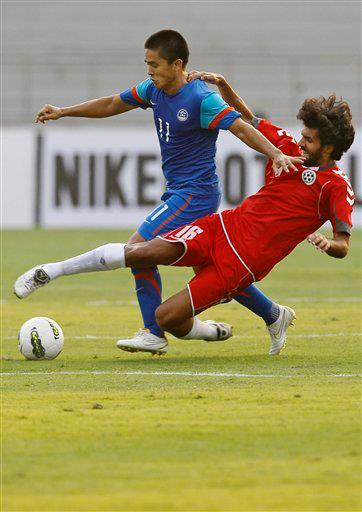
Sunil Chhetri trong trận đấu với Afghanistan tại Giải vô địch bóng đá Nam Á 2011.

Ban đầu, trang web Goal.com xác nhận rằng Sunil Chhetri sẽ bỏ lỡ giải giao hữu Nehru Cup 2009 do chấn thương. Tuy nhiên, anh đã thi đấu trọn vẹn trong giải đấu này và đã ghi bàn thắng trong trận đấu thứ hai của Nehru Cup, một quả phạt đền trong chiến thắng 2-1 trước Kyrgyzstan, đây là lần đầu tiên anh thi đấu trọn vẹn trong một trận đấu kể từ khi anh dính chấn thương trong chuyến du đấu mùa hè tại Tây Ban Nha cùng câu lạc bộ chủ quản. Anh cũng thi đấu trọn vẹn trong 3 trận đấu vòng bảng, và trận chung kết với Syria, nhưng đều không ghi bàn. Chhetri là một trong những người đã thực hiện thành công loạt sút luân lưu trong chiến thắng trước Syria trong trận chung kết sau khi cả hai đội hòa nhau 1-1 sau 90 phút. Anh tiép tục thể hiện phong độ chói sáng và ghi bàn thắng thứ hai trong trận thua 5–2 trước Bahrain ở Cúp bóng đá châu Á 2011. Anh cũng là chủ nhân của bàn thắng duy nhất vào lưới Hàn Quốc tại giải đấu trên.
Anh được bầu làm đội trưởng của đội tuyển Ấn Độ tại Vòng loại AFC Challenge Cup 2012 được tổ chức tại Malaysia. Vào ngày 16 tháng 11 năm 2011, anh ghi bàn thắng vào các phút 39 và 53 trong trận đấu với Malaysia trên sân vận động Salt Lake, Kolkata, Ấn Độ. Trận đấu kết thúc với chiến thắng 3–2 dành cho Ấn Độ. Vào ngày 11 tháng 12 năm 2011, sau khi ghi bàn thắng trong trận chung kết Giải vô địch bóng đá Nam Á 2011, anh đã lập kỷ lục mới khi ghi bảy bàn thắng trong một Giải vô địch bóng đá Nam Á, vượt qua kỷ lục sáu bàn thắng của người đồng hương I. M. Vijayan trong giải đấu năm 1997.

### 2012–2016

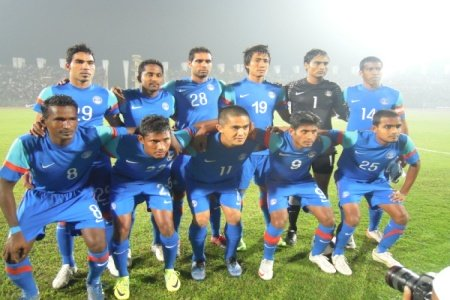
Sunil Chhetri (mang áo số 11) xuất hiện trong đội hình xuất phát của Ấn Độ vào năm 2012

Vào ngày 22 tháng 8 năm 2012, Chhetri ghi một bàn thắng bằng cú đánh đầu vào thời gian bù giờ của hiệp một trong trận đấu đầu tiên trong trận đấu với Syria tại Nehru Cup 2012, trận đấu mà Ấn Độ giành chiến thắng với tỷ số 2–1. Trong trận đấu thứ hai, vào ngày 25 tháng 8, anh lập cú đúp vào lưới Maldives, trong đó, một bàn thắng đến từ quả phạt đền giúp Ấn Độ giành chiến thắng với tỷ số 3–0. Trong trận chung kết với đối thủ được đánh giá cao hơn là Cameroon, anh đã ghi bàn từ một quả phạt đền đẹp mắt để cân bằng tỷ số 2–2. Trong loạt sút luân lưu sau đó, Ấn Độ chiến thắng với tỷ số 5–4, trong đó, Sunil Chhetri là người thực hiện quả đá phạt đền trong loạt sút thứ hai cho Ấn Độ và đã thành công.

### 2017–2021

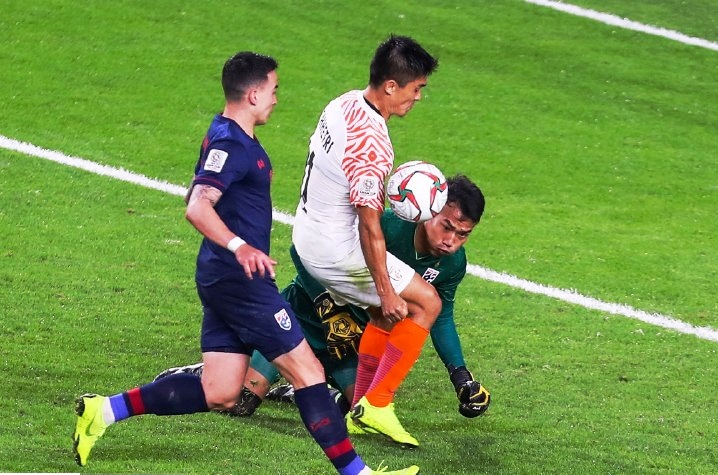
Sunil Chhetri trong trận đấu với Thái Lan tại Cúp bóng đá châu Á 2019.

Vào ngày 11 tháng 10 năm 2017, Chhetri ghi bàn và kiến tạo trong chiến thắng 4–1 trên sân nhà trước Ma Cao ở vòng loại Cúp bóng đá châu Á 2019, với chiến thắng này giúp họ giành vé tham dự Cúp bóng đá châu Á 2019 sau khi bỏ lỡ giải đấu năm 2015. Anh cũng đã giúp Ấn Độ có chuỗi 13 trận bất bại trước khi thua trận đấu cuối cùng trước Kyrgyzstan. Ấn Độ vượt qua vòng loại của giải đấu với vị trí nhất bảng A.

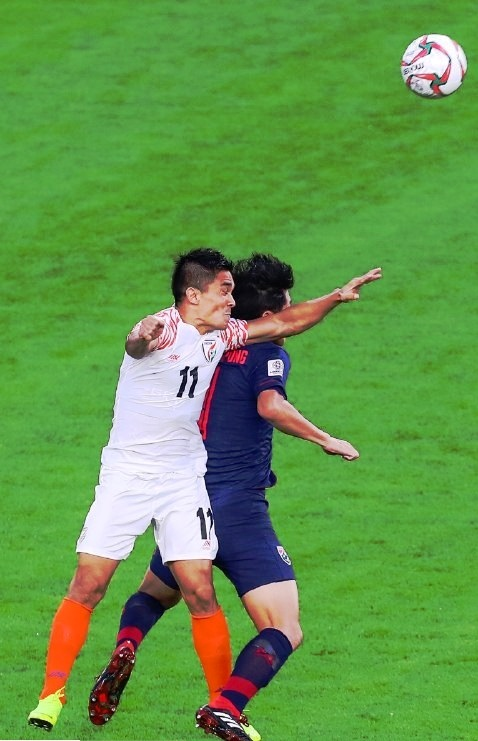
Sunil Chhetri tại Cúp bóng đá châu Á 2019.

Vào tháng 6 năm 2018, Chhetri đã lập một hat-trick trong trận hủy diệt Đài Bắc Trung Hoa với tỷ số 5–0 trong trận đấu ra quân của họ tại Cúp Liên lục địa 2018. Tuy nhiên, sau trận đấu này, Chhetri thất vọng với lượng khán giả đến sân vận động rất ít và anh đã đăng một video lên Twitter yêu cầu mọi người đến sân Mumbai Football Arena để cổ vũ cho Ấn Độ. Video của anh ấy đã được lan truyền và nhận được sự ủng hộ rộng rãi từ nhiều người hâm mộ, những người nổi tiếng và 2 cầu thủ cricket huyền thoại như Sachin Tendulkar và Virat Kohli. Sân vận động chật cứng khán giả cuồng nhiệt trong những trận đấu còn lại. Trong trận đấu thứ hai của giải đấu, cũng là trận đấu thứ 100 của Sunil Chhetri cho Ấn Độ và anh cũng ghi được cú đúp, trong đó có bàn thắng từ chấm phạt đền trong chiến thắng 3–0 trước Kenya. Sunil Chhetri đã ghi bàn thắng trong trận đấu cuối cùng của vòng bảng với New Zealand, nhưng không thể thoát khỏi trận thua 1–2 trước đối thủ, mặc dù Ấn Độ đã giành vé thi đấu trận chung kết. Vào ngày 10 tháng 6 năm 2018, Chhetri tiếp tục lập cú đúp trong chiến thắng 2–0 trước Kenya trong trận chung kết để giành chức vô địch Cúp Liên lục địa và cũng cân bằng thành tích 64 bàn thắng trên mọi đấu trường quốc tế của Lionel Messi (Argentina), giúp anh trở thành cầu thủ ghi bàn nhiều thứ hai chung cuộc trong lịch sử bóng đá thế giới vào thời điểm đó, xếp ngay sau Cristiano Ronaldo (Bồ Đào Nha). Anh đoạt danh hiệu Vua phá lưới của giải đấu với 8 bàn thắng. Vào ngày 6 tháng 1 năm 2019, anh lập một cú đúp vào lưới Thái Lan, giúp Ấn Độ nghiền nát "Voi chiến" với tỷ số 4–1 tại Cúp bóng đá châu Á 2019, đồng thời gián tiếp khiến huấn luyện viên Milovan Rajevac (người Serbia) bị bay ghế huấn luyện viên trưởng của "Voi chiến". Vào ngày 7 tháng 6 năm 2021, Sunil Chhetri ghi cả hai bàn trong chiến thắng 2–0 trước Bangladesh ở vòng loại giải vô địch bóng đá thế giới 2022. Vào ngày 13 tháng 10 năm 2021, anh tiếp tục lập cú đúp trong chiến thắng 3–1 trước nhà đương kim vô địch của giải đấu thời điểm đó, Maldives ở Giải vô địch bóng đá Nam Á 2021, giúp anh trở thành cầu thủ ghi bàn nhiều thứ sáu trong lịch sử mọi thời đại của bóng đá thế giới, đồng thời cũng vượt qua thành tích của vua bóng đá Pele để trở thành cầu thủ ghi bàn nhiều thứ ba trong lịch sử bóng đá thế giới, chỉ xếp sau Lionel Messi và Cristiano Ronaldo. Vào ngày 16 tháng 10 năm 2021, anh một lần nữa ghi bàn trong chiến thắng 3–0 trước Nepal trong trận chung kết Giải vô địch bóng đá Nam Á 2021, cân bằng 80 bàn thắng trên mọi đấu trường quốc tế của Messi.

### 2022–nay
Do dính chấn thương sau mùa giải 2021–2022 của Indian Super League, Sunil Chhetri không có tên trong đội hình của Ấn Độ thi đấu 2 trận trận giao hữu quốc tế gặp các đối thủ lần lượt là Bahrain và Belarus được tổ chức vào tháng 3 năm 2022. Sau đó, anh góp mặt trong trận giao hữu gặp Jordan, là một phần trong quá trình chuẩn bị cho Vòng loại Cúp bóng đá châu Á 2023 được tổ chức vào tháng 6 năm 2022 tại Ấn Độ.

Sunil Chhetri thực hiện quả đá phạt trong trận đấu với Afghanistan.

Vào ngày 8 tháng 6 năm 2022, Chhetri và các đồng đội gặp Afghanistan ở vòng loại Cúp bóng đá châu Á 2023, trong trận đấu mà anh có cho mình một cú đúp, từ một quả phạt đền và một pha đánh đầu từ đường chuyền của Brandon Fernandes, qua đó Ấn Độ giành chiến thắng với tỷ số 2–0 trên Sân vận động Salt Lake. Trong trận đấu tiếp theo gặp Afghanistan, anh ghi một bàn thắng từ pha đá phạt trực tiếp ở phút 83, ấn định chiến thắng 2–1 cho Ấn Độ. Anh cũng đã ghi bàn thắng thứ 84 trong sự nghiệp cầu thủ của mình trong chiến thắng 4–0 trước Hồng Kông (Trung Quốc) ở trận đấu cuối cùng. Ấn Độ vượt qua vòng loại Cúp bóng đá châu Á 2023 với vị trí đầu bảng D cùng thành tích toàn thắng, còn Sunil Chhetri dẫn đầu danh sách vua phá lưới ở vòng 3 với 4 bàn thắng.
Vào ngày 28 tháng 3 năm 2023, Chhetri ghi bàn thắng thứ 85 trong sự nghiệp của mình vào lưới Kyrgyzstan trong trận giao hữu thuộc giải tam hùng và chính thức vượt qua huyền thoại bóng đá người Hungary Ferenc Puskás để trở thành cầu thủ ghi bàn quốc tế nhiều thứ năm trong lịch sử mọi thời đại của bóng đá thế giới. Vào ngày 18 tháng 6 năm 2023, anh đã ghi bàn thắng mở tỷ số trong chiến thắng 2–0 trước Liban trong trận chung kết Cúp Liên lục địa 2023, qua đó góp phần giúp Ấn Độ giành chức vô địch của giải đấu. Anh cũng chính là vua phá lưới của giải đấu với hai bàn thắng cùng người đồng đội Lallianzuala Chhangte. Vào ngày 21 tháng 6 năm 2023, anh đã lập cú hat-trick thứ 4 cho bóng đá Ấn Độ trong thắng lợi 4–0 trước Pakistan ở trận đấu vòng bảng của Giải vô địch bóng đá Nam Á 2023. Bàn thắng thứ ba trong buổi tối ngày hôm đó là bàn thắng thứ 90 của anh trên mọi đấu trường quốc tế, qua đó chính thức vượt qua con số 89 bàn thắng của huyền thoại người Malaysia Mokhtar Dahari để trở thành cầu thủ ghi bàn nhiều thứ hai trong lịch sử bóng đá châu Á, chỉ sau huyền thoại người Iran Ali Daei và đứng thứ ba trong số các cầu thủ còn đang thi đấu sau Lionel Messi và Cristiano Ronaldo.

## Tiểu sử và đời tư
Sunil Chhetri sinh ngày 3 tháng 8 năm 1984 tại Secunderabad, Andhra Pradesh, Ấn Độ. Cha của anh là K. B. Chhetri, một sĩ quan trong Quân đoàn Kỹ sư Cơ khí và Điện tử của Quân đội Ấn Độ. Cha của anh từng thi đấu cho đội bóng đá của Quân đội Ấn Độ, trong khi mẹ và người chị gái sinh đôi của anh từng thi đấu cho đội tuyển bóng đá nữ quốc gia Nepal. Thời thơ ấu, anh sống cùng gia đình ở Darjeeling. Anh có thể thông thạo được năm thứ tiếng: tiếng Anh, tiếng Hindi, tiếng Nepal, tiếng Punjab và tiếng Bengal.

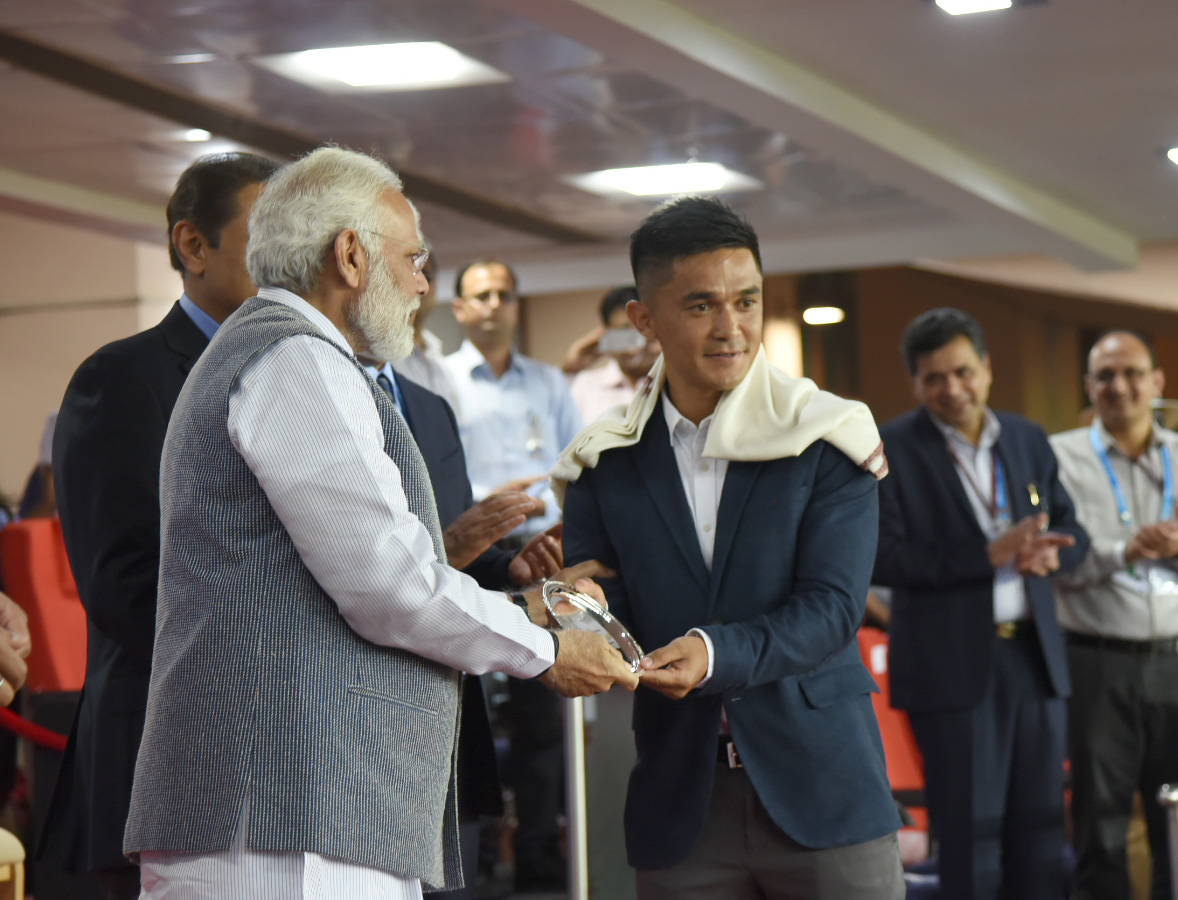
Sunil Chhetri được Thủ tướng Ấn Độ Narendra Modi vinh danh tại Giải vô địch bóng đá U-17 thế giới 2017 tại New Delhi.

Vào ngày 4 tháng 12 năm 2017, Sunil Chhetri kết hôn với người bạn gái mà anh quen biết lâu năm Sonam Bhattacharya, con gái của cựu danh thủ Subrata Bhattacharya. Cả 2 người đã hạ sinh ra một bé trai vào ngày 31 tháng 8 năm 2023. Anh được AFC vinh danh là "Asian Icon" (tạm dịch là: "Biểu tượng của châu Á") nhân dịp kỷ niêm sinh nhật lần thứ 34 vào năm 2018. Anh ký hợp đồng 3 năm với thương hiệu thể thao toàn cầu Puma kể từ năm 2020.
Vào ngày 27 tháng 9 năm 2022, FIFA chính ra mắt một bộ phim tài liệu về FIFA+, dài ba tập mang tên "Captain Fantastic" (tạm dịch là: "Người đội trưởng tuyệt vời nhất"), kể lại nhiều điều chưa từng biết về Sunil Chhetri, có thể là nỗi khổ ở thời niên thiếu, trận ra mắt của anh tại đội tuyển Ấn Độ ở tuổi 20, chuyện tình lãng mạn với người bạn gái lâu năm và đạt đến đỉnh cao với tư cách là một cầu thủ bóng đá với nhiều giải thưởng và kỷ lục trong sự nghiệp của anh.
Vào tháng 10 năm 2023, anh được mời để trở thành đại sứ cho thương hiệu Acer Inc. India.

## Thống kê sự nghiệp

### Câu lạc bộ
Tính đến ngày 4 tháng 4 năm 2024
| Câu lạc bộ                                   | Mùa giải                                     | Giải quốc gia                                | Giải quốc gia | Giải quốc gia | Cúp quốc gia | Cúp quốc gia | Khu vực     | Khu vực   | Khác        | Khác      | Tổng số bàn thắng | Tổng số bàn thắng |
| Câu lạc bộ                                   | Mùa giải                                     | Hạng đấu                                     | Số trận đấu   | Bàn thắng     | Số trận đấu  | Bàn thắng    | Số trận đấu | Bàn thắng | Số trận đấu | Bàn thắng | Số trận đấu       | Bàn thắng         |
| -------------------------------------------- | -------------------------------------------- | -------------------------------------------- | ------------- | ------------- | ------------ | ------------ | ----------- | --------- | ----------- | --------- | ----------------- | ----------------- |
| Mohun Bagan                                  | 2002–2003                                    | National Football League                     | 18            | 4             | —            | —            | —           | —         | —           | —         | 18                | 4                 |
| Mohun Bagan                                  | 2003–2004                                    | National Football League                     | 18            | 2             | —            | —            | —           | —         | —           | —         | 18                | 2                 |
| Mohun Bagan                                  | 2004–2005                                    | National Football League                     | 18            | 2             | —            | —            | —           | —         | —           | —         | 18                | 2                 |
| Mohun Bagan                                  | Tổng số trận và số bàn thắng                 | Tổng số trận và số bàn thắng                 | 18            | 8             | —            | —            | —           | —         | —           | —         | 18                | 8                 |
| JCT                                          | 2005–2006                                    | National Football League                     | 79            | 13            | —            | —            | —           | —         | —           | —         | 79                | 13                |
| JCT                                          | 2006–2007                                    | National Football League                     | 79            | 12            | —            | —            | —           | —         | —           | —         | 79                | 12                |
| JCT                                          | 2007–2008                                    | I-League                                     | 79            | 19            | —            | —            | —           | —         | —           | —         | 79                | 19                |
| JCT                                          | Tổng số trận và số bàn thắng                 | Tổng số trận và số bàn thắng                 | 79            | 44            | —            | —            | —           | —         | —           | —         | 79                | 44                |
| East Bengal                                  | 2008–2009                                    | I-League                                     | 17            | 9             | 4            | 2            | 0           | 0         | 5           | 2         | 26                | 13                |
| Dempo                                        | 2009–10                                      | I-League                                     | 13            | 8             | 0            | 0            | 0           | 0         | 0           | 0         | 13                | 8                 |
| Kansas City Wizards                          | 2010                                         | Major League Soccer                          | 0             | 0             | 1            | 0            | 0           | 0         | 0           | 0         | 1                 | 0                 |
| Chirag United                                | 2010–2011                                    | I-League                                     | 7             | 7             | 0            | 0            | 0           | 0         | 0           | 0         | 7                 | 7                 |
| Mohun Bagan                                  | 2011–2012                                    | I-League                                     | 14            | 8             | 2            | 1            | 0           | 0         | 0           | 0         | 16                | 9                 |
| Sporting CP B                                | 2012–2013                                    | Giải bóng đá Ngoại hạng Bồ Đào Nha           | 3             | 0             | —            | —            | —           | —         | 0           | 0         | 3                 | 0                 |
| Churchill Brothers (cho mượn)                | 2012–2013                                    | I-League                                     | 8             | 4             | 0            | 0            | 5           | 2         | 0           | 0         | 13                | 6                 |
| Bengaluru                                    | 2013–2014                                    | I-League                                     | 23            | 14            | 3            | 1            | —           | —         | 0           | 0         | 26                | 15                |
| Bengaluru                                    | 2014–2015                                    | I-League                                     | 20            | 2             | 6            | 6            | 6           | 3         | 0           | 0         | 32                | 11                |
| Bengaluru                                    | Tổng số trận và số bàn thắng                 | Tổng số trận và số bàn thắng                 | 43            | 16            | 9            | 7            | 6           | 3         | 0           | 0         | 58                | 26                |
| Mumbai City                                  | 2015                                         | Indian Super League                          | 11            | 7             | —            | —            | —           | —         | 0           | 0         | 11                | 7                 |
| Bengaluru (cho mượn)                         | 2015–16                                      | I-League                                     | 14            | 5             | 2            | 1            | 4           | 3         | 0           | 0         | 20                | 9                 |
| Mumbai City                                  | 2016                                         | Indian Super League                          | 6             | 0             | —            | —            | —           | —         | 0           | 0         | 6                 | 0                 |
| Bengaluru                                    | 2016–2017                                    | I-League                                     | 16            | 7             | 3            | 0            | 11          | 5         | 0           | 0         | 30                | 12                |
| Bengaluru                                    | 2017–2018                                    | Indian Super League                          | 21            | 14            | 4            | 6            | 8           | 4         | 0           | 0         | 33                | 24                |
| Bengaluru                                    | 2018–2019                                    | Indian Super League                          | 19            | 9             | 1            | 1            | 2           | 0         | 0           | 0         | 22                | 10                |
| Bengaluru                                    | 2019–2020                                    | Indian Super League                          | 17            | 9             | —            | —            | 2           | 2         | —           | —         | 19                | 11                |
| Bengaluru                                    | 2020–2021                                    | Indian Super League                          | 20            | 8             | —            | —            | 1           | 1         | —           | —         | 21                | 9                 |
| Bengaluru                                    | 2021–2022                                    | Indian Super League                          | 20            | 4             | —            | —            | 3           | 0         | —           | —         | 23                | 4                 |
| Bengaluru                                    | 2022–2023                                    | Indian Super League                          | 21            | 5             | 12           | 5            | 0           | 0         | 0           | 0         | 33                | 10                |
| Bengaluru                                    | 2023–2024                                    | Indian Super League                          | 17            | 4             | 0            | 0            | 0           | 0         | 0           | 0         | 17                | 4                 |
| Bengaluru                                    | Tổng số trận và số bàn thắng                 | Tổng số trận và số bàn thắng                 | 165           | 65            | 22           | 13           | 31          | 15        | 0           | 0         | 218               | 93                |
| Tổng số trận và số bàn thắng trong sự nghiệp | Tổng số trận và số bàn thắng trong sự nghiệp | Tổng số trận và số bàn thắng trong sự nghiệp | 384           | 179           | 62           | 31           | 42          | 20        | 59          | 23        | 547               | 253               |

### Đội tuyển quốc gia

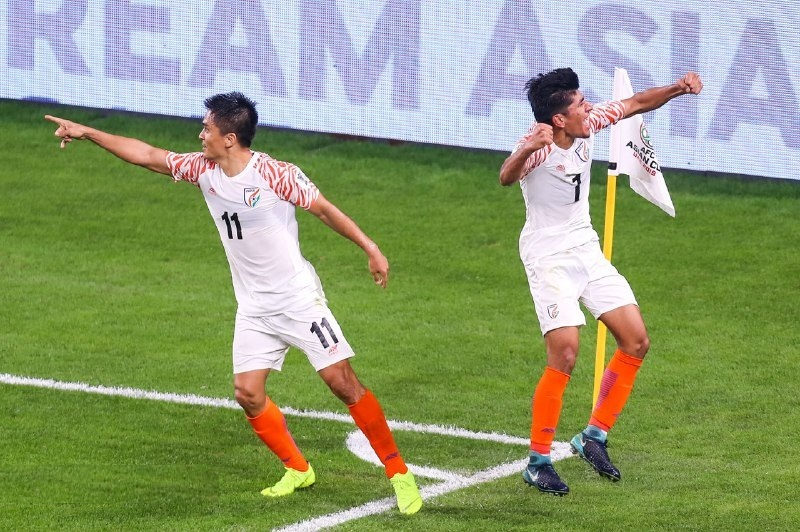
Sunil Chhetri ăn mừng bàn thắng cùng với người đồng đội Anirudh Thapa tại Cúp bóng đá châu Á 2019 trong trận đấu với đội tuyển quốc gia Thái Lan.

Tính đến ngày 13 tháng 1 năm 2024
| Năm                                              | Số trận đấu | Số bàn thắng |
| ------------------------------------------------ | ----------- | ------------ |
| 2005                                             | 5           | 1            |
| 2006                                             | 1           | 0            |
| 2007                                             | 7           | 6            |
| 2008                                             | 13          | 8            |
| 2009                                             | 6           | 1            |
| 2010                                             | 6           | 3            |
| 2011                                             | 17          | 13           |
| 2012                                             | 8           | 4            |
| 2013                                             | 11          | 5            |
| 2014                                             | 2           | 3            |
| 2015                                             | 12          | 6            |
| 2016                                             | 4           | 2            |
| 2017                                             | 6           | 5            |
| 2018                                             | 6           | 8            |
| 2019                                             | 11          | 7            |
| 2020                                             | 0           | 0            |
| 2021                                             | 10          | 8            |
| 2022                                             | 6           | 4            |
| 2023                                             | 14          | 9            |
| 2024                                             | 1           | 0            |
| Tổng số trận đấu và số bàn thắng trong sự nghiệp | 146         | 93           |

## Danh hiệu
Dempo
- I-League: 2009–2010

Churchill Brothers
- I-League: 2012–2013

Bengaluru
- Indian Super League: 2018–2019
- I-League: 2013–2014, 2015–2016
- Cúp Liên đoàn Ấn Độ: 2014–2015, 2016–2017
- Siêu cúp Ấn Độ: 2018
- Durand Cup: 2022

Ấn Độ
- AFC Challenge Cup: 2008
- Giải vô địch bóng đá Nam Á: 2011, 2015, 2021, 2023
- Nehru Cup: 2007, 2009, 2012
- Cúp Liên lục địa: 2018, 2023
- Giải giao hữu quốc tế: 2023

U-20 Ấn Độ
- Đại hội Thể thao Nam Á: Huy chương bạc 2004

Cá nhân

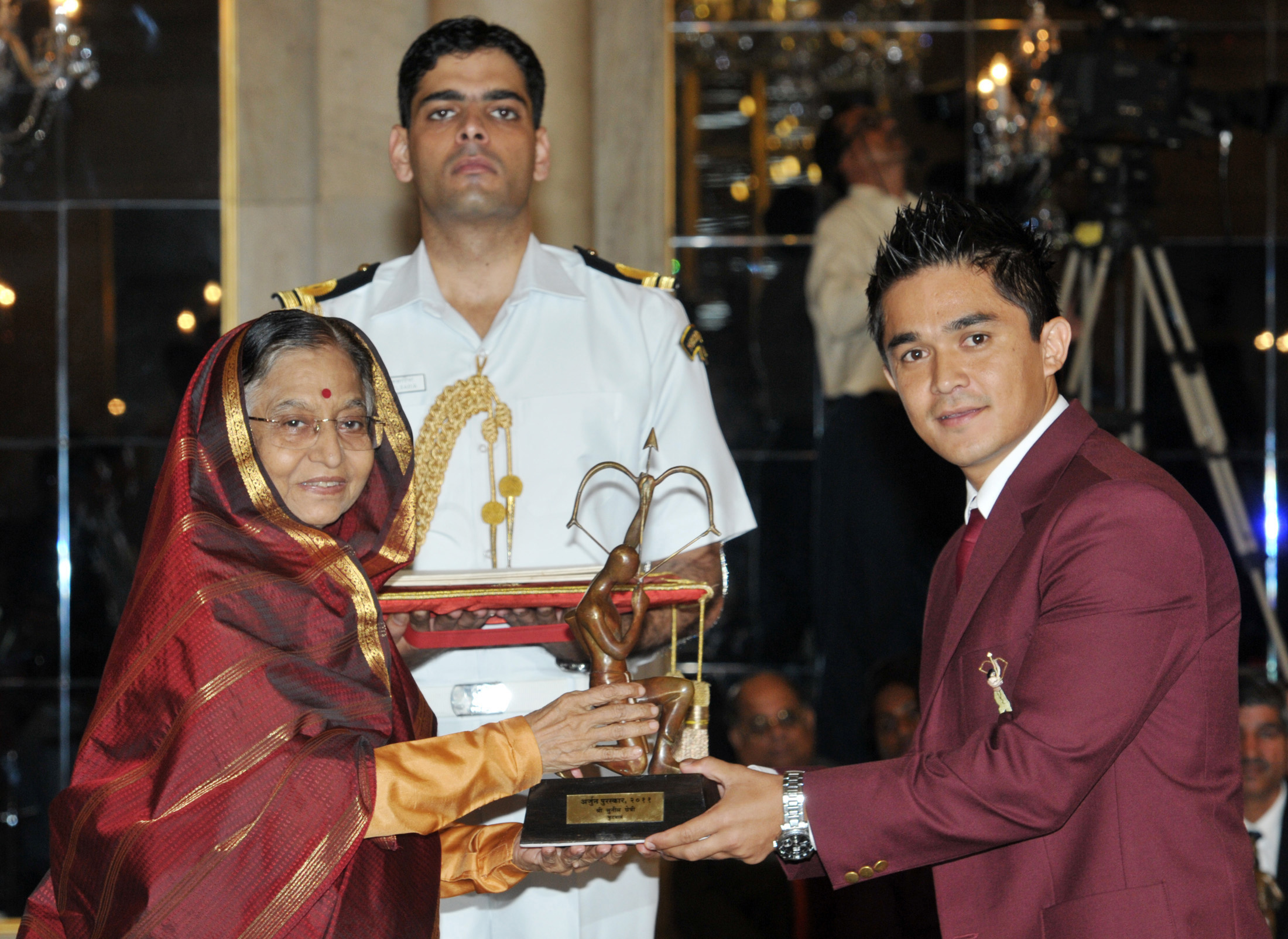
Tổng thống Ấn Độ Pratibha Patil trao Giải thưởng Arjuna cho Sunil Chhetri vào năm 2011.

- Cầu thủ xuất sắc nhất của Liên đoàn bóng đá Ấn Độ (7): 2007, 2011, 2013, 2014, 2017, 2018–2019,[89] 2021–2022[90]
- Cầu thủ xuất sắc nhất Ấn Độ (3): 2009, 2018, 2019
- Cầu thủ xuất sắc nhất Giải vô địch bóng đá Nam Á (4): 2011, 2015, 2021, 2023
- Vua phá lưới tại Giải vô địch bóng đá Nam Á (3): 2011, 2021, 2023
- Vua phá lưới tại Cúp Liên lục địa: 2018
- Vua phá lưới tại I-League: 2016–2017[91][92]
- Chiếc giày vàng tại I-League: 2013–2014
- Vua phá lưới tại Indian Super League: 2017–2018
- Chiếc giày vàng tại Indian Super Cup: 2018
- Indian Sports Honours: Vận động viên thể thao của năm (2019)
- Giải thưởng Football Ratna được trao tặng bởi Football Delhi: 18 tháng 2 năm 2019[93]
- Cầu thủ xuất sắc nhất do The Times of India công bố: 2021[94]

Các danh hiệu khác
- Trước thềm Giải vô địch bóng đá thế giới 2022, FIFA đã phát hành bộ phim tài liệu dài ba tập kể về cuộc đời và sự nghiệp của anh cho đến khi trở thành một trong những cầu thủ ghi bàn vĩ đại nhất trong lịch sử bóng đá thế giới trong số các cầu thủ còn đang thi đấu.[95][96][97]
- Biểu tượng của châu Á: 3 tháng 8 năm 2018
- Cầu thủ được yêu thích nhất Cúp bóng đá châu Á 2019: (được bình chọn bởi người hâm mộ)
- Đội hình tiêu biểu AFC Cup (hàng tiền đạo): Được AFC công bố (2021)[98][99]

Giải thưởng

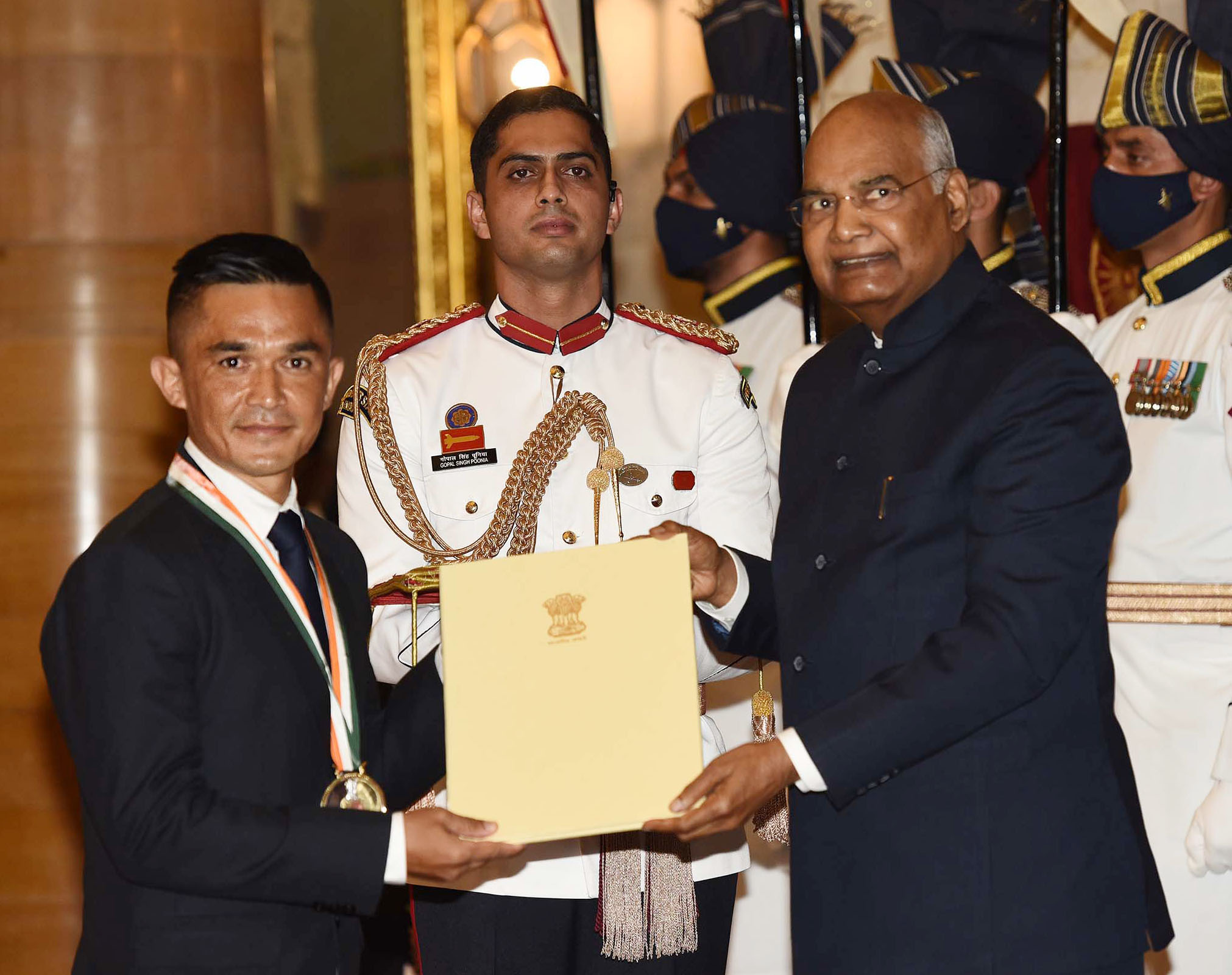
Tổng thống Ramnath Kovind trao Giải thưởng Khel Ratna cho Sunil Chhetri vào năm 2021.

- 2011 − Giải thưởng Arjuna, được trao bởi Chính phủ Ấn Độ vì những thành tích xuất sắc trong lĩnh vực thể thao.[100][101][102]
- 2019 −  Padma Shri, cấp quân hàm cao thứ tư trong lĩnh vực dân sự của Ấn Độ.[103]
- 2021 – Giải thưởng Khel Ratna, danh hiệu cao nhất của thể thao Ấn Độ.[104][105]

Kỷ lục
- Cầu thủ đầu tiên của Ấn Độ thi đấu tại 3 châu lục khác nhau
- Ra sân nhiều nhất cho đội tuyển bóng đá quốc gia Ấn Độ (143)
- Ghi nhiều bàn thắng nhất cho đội tuyển bóng đá quốc gia Ấn Độ (93)
- Ghi nhiều bàn thắng nhất cho đội tuyển bóng đá quốc gia Ấn Độ trong các giải đấu của AFC (19)
- Ghi nhiều bàn thắng nhất tại Giải vô địch bóng đá Nam Á (23)
- Cầu thủ Ấn Độ ra sân nhiều nhất tại AFC Cup (40)
- Cầu thủ Ấn Độ ghi nhiều bàn thắng nhất tại AFC Cup (19)
- Ghi nhiều bàn thắng nhất trong hệ thống các giải vô địch quốc gia của Ấn Độ (143)
- Cầu thủ đầu tiên lập hat-trick tại Indian Super League
- Ghi nhiều bàn thắng nhất tại Indian Super League (56)
- Ghi nhiều bàn thắng nhất tại I-League (94)
- Ghi nhiều bàn thắng nhất tại Siêu cúp Ấn Độ (9)
- Ra sân nhiều nhất cho câu lạc bộ Bengaluru (259)
- Ghi nhiều bàn thắng nhất cho câu lạc bộ Bengaluru (115)
- Trở thành cầu thủ đầu tiên nhận được Giải thưởng Khel Ratna
- 7 lần là cầu thủ xuất sắc nhất của Liên đoàn bóng đá Ấn Độ